# 彭世彰
彭世彰（1959年9月—2013年12月15日），中华人民共和国节水灌溉专家。
担任河海大学教授，担任水文水资源与水利工程科学国家重点实验室主任，获得ICID国际节水技术奖。2013年12月，于南京去世。